# Хосе-Эстебан-Коронадо
Хосе-Эстебан-Коронадо (исп. José Esteban Coronado), также известен как Вилья-Коронадо (исп. Villa Coronado) или просто Коронадо (исп. Coronado) — малый город в Мексике, штат Чиуауа, входит в состав муниципалитета Коронадо и является его административным центром. Численность населения, по данным переписи 2010 года, составила 1121 человек.

## История
Поселение было основано как асьенда в 1723 году под названием Рио-Флоридо доном Доминго де Хуго и доньей Мануэлой Оррантией. В 1860 году, поселение было переименовано в честь одного из участников «войны за реформу» генерала Хосе Эстебана Коронадо и получило статус вилья.